# Kljoetsjevsk
Kljoetsjevsk (Russisch: Ключевск) is een nederzetting met stedelijk karakter in de Russische oblast Sverdlovsk op de oostelijke hellingen van de Centrale Oeral. De plaats ligt op ongeveer 25 kilometer ten noorden van de stad Berjozovski en 42 kilometer ten noordoosten van Jekaterinenburg aan de spoorlijn tussen Jekaterinenburg en Rezj (station Kopaloecha) en een zijweg van de hoofdweg van Jekaterinenburg naar Alapajevsk. Het dorp ligt aan het riviertje de Tsjernaja (zijrivier van de Mostovaja, die via de Adoej in de Rezj stroomt).
Kljoetsjevsk valt bestuurlijk gezien onder het stedelijk district van de stad Berjozovski en telde 1.988 inwoners bij de volkstelling van 2002 tegen 2.079 bij die van 1989.

## Geschiedenis
In 1824 werd door ertswerker Komarov een aantal goudplacers ontdekt in het riviertje Teply Kljoetsj. De eerste inwoners van de plaats, die evenees Teply Kljoetsj werd genoemd, waren dan ook mijnwerkers. In 1878 werd bij de nederzetting een kordon gebouwd rond de bossen als bescherming tegen bosbranden. In 1914 werd de spoorlijn tussen Jekaterinenburg en Jegorsjino (nu Artjomovski) langs de plaats aangelegd, waaromheen ook een nederzetting ontstond met dezelfde naam Teply Kljoetsj. Op 20 juni 1933 werden beide nederzettingen bestuurlijk samengevoegd tot de arbeidersnederzetting Kljoetsjevsk.
In 2003 vond er in juni door grote regenval een overstroming plaats, waarbij een stuwdam en de enige autobrug naar de plaats werden weggeslagen en de hele groenteoogst verloren ging.
Bij het dorp waren een zaagmolen en een gewapend-betonfabriek (ZjBI) actief. Deze werden echter onrendabel en zijn nu beiden gesloten.